# Tony Martin (Nederlands zanger)
Tony Martin, artiestennaam van Aad Meerbeek (1949), is een zanger uit Den Haag. Hij bracht in de jaren zeventig platen uit als Tony Martin en Tony & zijn Jumble Band. Hij gaat nu verder als de Tony Martin Band.
Tussen 1972 en 1975 bracht hij een zestal singles uit via Delta, Imperial en Ariola. De singles Een meisje zonder zorgen (1972) en Op een eiland in de zon (1973) stonden in de Tipparade.
Daarnaast verschenen drie nummers op het album Topparade (1974), samen met Jack Jersey, Nick MacKenzie en André Moss. Ook was hij te horen op de compilatiealbums Op losse groeven 4 (1972) en Op losse groeven 8 (1974)
In 1973 en 1974 werd zijn werk geproduceerd door Jack de Nijs, alias Jack Jersey, die ook allerlei liedjes voor hem schreef.

## Discografie
- 1972: Een meisje zonder zorgen / Jane, Delta, als Tony & zijn Jumble Band
- 1973: Op een eiland in de zon / Ciao Carina, Delta
- 1974: Ramona / Mary Ann, Imperial
- 1974: Siboney / Blame it on the summersun, Imperial
- 1974: Sweet nothings / Got no home, Imperial
- 1975: Maria / Brown eyed girls, Ariola